# Crush (àlbum d'OMD)
Crush és el sisè disc del grup anglès de pop electrònic Orchestral Manoeuvres in the Dark. Va aparèixer al mes de juny de 1985.
Produït per Stephen Hague, "Crush" continua amb el gir comercial que OMD havien decidit de donar a la seva música, i que ja s'havia mostrat al seu anterior àlbum, Junk Culture. "So in love" fou el primer senzill extret de "Crush", i donà al grup el seu primer èxit a les llistes nord-americanes. Aquesta orientació cap als EUA també es manifesta en diverses referències líriques presents en temes com "88 seconds in Greensboro" o "The Native Daughters of the Golden West".
Musicalment "Crush" és remarcable per la incorporació dels germans Graham i Neil Weir al grup tocant el trombó, la guitarra i la trompeta. Aquests instruments s'afegiren als teclats que havien emprat fins aleshores, com el Mellotron, l'Emulator i el Fairlight.
"Crush" és un disc romàntic i melancòlic, fet que explica el seu títol.

## Temes

### CDV 2349
1. So in love - 3:29
2. Secret - 3:56
3. Bloc bloc bloc - 3:28
4. Women III - 4:25
5. Crush - 4:26
6. 88 seconds in Greensboro - 4:15
7. The Native Daughters of the Golden West - 3:57
8. La femme accident - 2:48
9. Hold you - 4:00
10. The lights are going out - 3:57

## Senzills
1. So in love // Concrete hands (13 de maig de 1985)
2. Secret // Drift (8 de juliol de 1985)
3. La femme accident // Firegun (12 d'octubre de 1985)

## Dades
- Orchestral Manoeuvres in the Dark:

Paul Humphreys: Veus, teclats electrònics, piano.
Andrew McCluskey: Veus, guitarra, baix, teclats electrònics.
Malcolm Holmes: Bateria, percussió acústica i electrònica.
Martin Cooper: Veus, saxòfon, teclats electrònics.
- Músics addicionals:

Stephen Hague: Teclats electrònics, guitarra.
Graham Weir: Trombó, guitarra elèctrica.
Neil Weir: Trompeta.
Maureen Humphreys: Veus addicionals.
- Temes escrits per OMD, excepte "So in love" (OMD/Hague).
- Enregistrat a Amazon Studios (enginyer de so: Peter Coleman) i The Manor (enginyer de so: Alan Douglas; assistit per John Brough i Noel Harris). Mesclat a Advision Studios (enginyer: David Jacob, assistit per Richard Moakes).
- Produït per Stephen Hague.
- Disseny de portada: XL Design.
- Il·lustració: Paul Slater.

## Informació addicional
- Stephen Hague va debutar com a productor amb aquest disc.
- La veu de Maureen Humphreys apareix, samplejada, als temes "Secret" i "The lights are going out".